# The Walt Disney Company Italia
The Walt Disney Company Italia est la filiale de la Walt Disney Company en Italie qui détient et gère les productions Disney pour le marché italien. La société Disney a été créée en 1923 par Walt Disney et dès 1932, elle met un pied en Italie. C'est Mickey Mouse sous le nom de Topolino, né en 1928, qui s'établit comme l'ambassadeur de la société en étant publié dans les quotidiens. Ensuite la société prit une part de plus en plus importante dans le cœur des italiens (en bien ou en mal) avec par exemple l'émergence d'une branche italienne d'auteurs Disney pour la bande dessinée, nommée Scuola Disney, l'école Disney, ou parfois Disney Academy.

## Historique
En décembre 1932, le journal Topolino est lancé.
Le 8 mai 1938, la société Creazioni Walt Disney S.A.I est fondée par les Walt Disney Studios afin de gérer les intérêts de la société en Italie,. Les auteurs italiens produisent à partir de cette date de nombreuses histoires et deviennent une branche reconnue de la production Disney.
À la fin des années 1940 et dans les années 1950, le responsable de licences sur les personnages en Italie et le Major Jack Holmes, un britannique. Ce poste est selon Jimmy Johnson une exception à la règle des filiales internationales de Disney qui préconise d'employer des locaux autant que possible.
Creazioni Walt Disney est rebaptisée The Walt Disney Company Italia en mai 1988. Aussi en 1988, le groupe de presse Mondadori qui était précédemment autorisé à publier directement sous licence de publication des titres et remplacé par Disney Italia. Cela provoque la réorganisation de la branche presse nommée Editoria Disney, une division spécifique pour les périodiques est créée, Divisione Periodici.
En 1991, Editoria Disney crée la division livre Divisione Libri tandis que Buena Vista Home Entertainment crée une filiale italienne pour la distribution des DVD, UMD et cassettes vidéo.
En 1992, Buena Vista International s’installe en Italie pour la distribution des productions cinématographiques Disney.
En 1993, Buena Vista International Television crée une filiale italienne. Elle a conclu de nombreux accords de diffusions des programmes produits par les différents filiales de Disney et ESPN avec des partenaires comme Rai, Mediaset, La7, MTV, SKY, Fox Channel, Studio Universal, Rai Sat.
En 1998, Disney Channel est lancée sur le satellite.
Depuis octobre 2000, la division italienne de Disney Publishing Worldwide s’est vu confier la tâche de développer les publications Disney à l'international, hors Amériques.
En juillet 2002, ESPN lance ESPN Classic en Europe.
En décembre 2004, Disney lance Disney Channel +1 et Toon Disney, suivies en mai 2005 par Playhouse Disney.
Le 1er octobre 2005, Walt Disney Records a signé un contrat avec EMI Music Italia SpA pour la distribution des productions discographiques de Disney.
Le 7 août 2008, Disney annonce le renommage de Jetix Italie en Disney XD à compter du 12 février 2009.
Le 29 septembre 2010, Disney démarre en Italie la publication de DYOU, un mensuel pour préadolescente de Disney Publishing Worldwide qui sera décliné dans 30 pays.
Le 25 février 2011, la société installe son siège social dans l'ancien Palazzo delle Poste, édifice vendu par la Poste italiane en 2006 et rénové entre-temps,.
Le 25 septembre 2013, Disney Italia est retenue pour concevoir la mascotte de l'Exposition universelle de 2015 à Milan.  
Le 1er octobre 2014, à la suite d'un accord avec Disney Italie, Giunti Editore devient l'éditeur des titres papier et numérique de Disney Libri et des comics papiers de Marvel et Lucasfilm pour l'Italie.
Le 18 novembre 2016, Walt Disney Pictures annonce que le film Moana (Vaiana en français) est renommé Oceania en Italie pour éviter d'éventuelles confusions avec l'actrice pornographique italienne Moana Pozzi,.
Le 1er octobre 2019, cinq chaînes (Disney XD, Disney in English, Fox Animation, Fox Comedy et Nat Geo People) cessent leur diffusion à la suite de leur non-renouvellement par Sky Italia.

## Organisation thématique
Les produits de Disney sont depuis les années 1930 diffusées en Italie sous plusieurs formats, voici quelques-uns des produits.

### Cinéma
Buena Vista International Italia, distribute les productions de Walt Disney Pictures, Pixar, Touchstone Pictures, Miramax Films, Spyglass Entertainment et de la Weinstein Company.

### Vidéo
Buena Vista Home Entertainment en Italie propose les gammes :
- Classici d’Animazione : les classiques d’animations
- Walt Disney Presenta : les films en prise de vue réelle de Disney Pictures
- Walt Disney Video Premiere : les animations ne sortant pas au cinéma
- Cartoni AnimatiPre-school : compilation d’animation courts-métrages et des séries de diffusées sur Jetix
- I Grandi Film : films des autres studios
- Serie TV : les séries télévisées d’ABC.

### Presse
Editoria Disney, la filiale italienne de Disney Publishing Worldwide est découpée en deux divisions :
- la division périodique créée en 1988
- la division livre créée en 1991

Quelques titres :
- MM Mickey Mouse Mystery Magazine (1999-2001)
- Topolino (1932-1949)
- Topolino

### Télévision
Depuis 1993, Buena Vista International Television a conclu de nombreux accords de diffusions des programmes produits par les différents filiales de Disney et ESPN avec des partenaires comme Rai, Mediaset, La7, MTV, SKY, Fox Channel, Studio Universal, Rai Sat.
Un contrat a été signé avec eBisMedia (filiale de Fastweb) pour de la vidéo à la demande et avec Vodafone pour la vidéo sur téléphone portable.
- Disney Channel 1998-2020 sur le satellite SKY
  - Disney Channel +1 décembre 2004-2020
- Toon Disney 2004-février 2009, remplacé par Disney XD
- Playhouse Disney  mai 2005-2011
- Disney XD février 2009-2019
- Disney in English depuis décembre 2008

- Jetix
  - Jetix +1
  - K-2 un bloc de programmes disponibles sur plusieurs chaînes régionales (public 4-14 ans)
  - GXT (public garçon de 12-19 ans) proche du concept de la chaîne française Game One

- ESPN Classic (2002-2013)

## Loisirs
- Plusieurs croisières de Disney Cruise Line au départ de Barcelone ont fait escale sur les côtes de la Mer de Ligurie et de la Mer Tyrrhénienne
- Adventures by Disney propose plusieurs circuits en Italie